# آدولف پیکتت

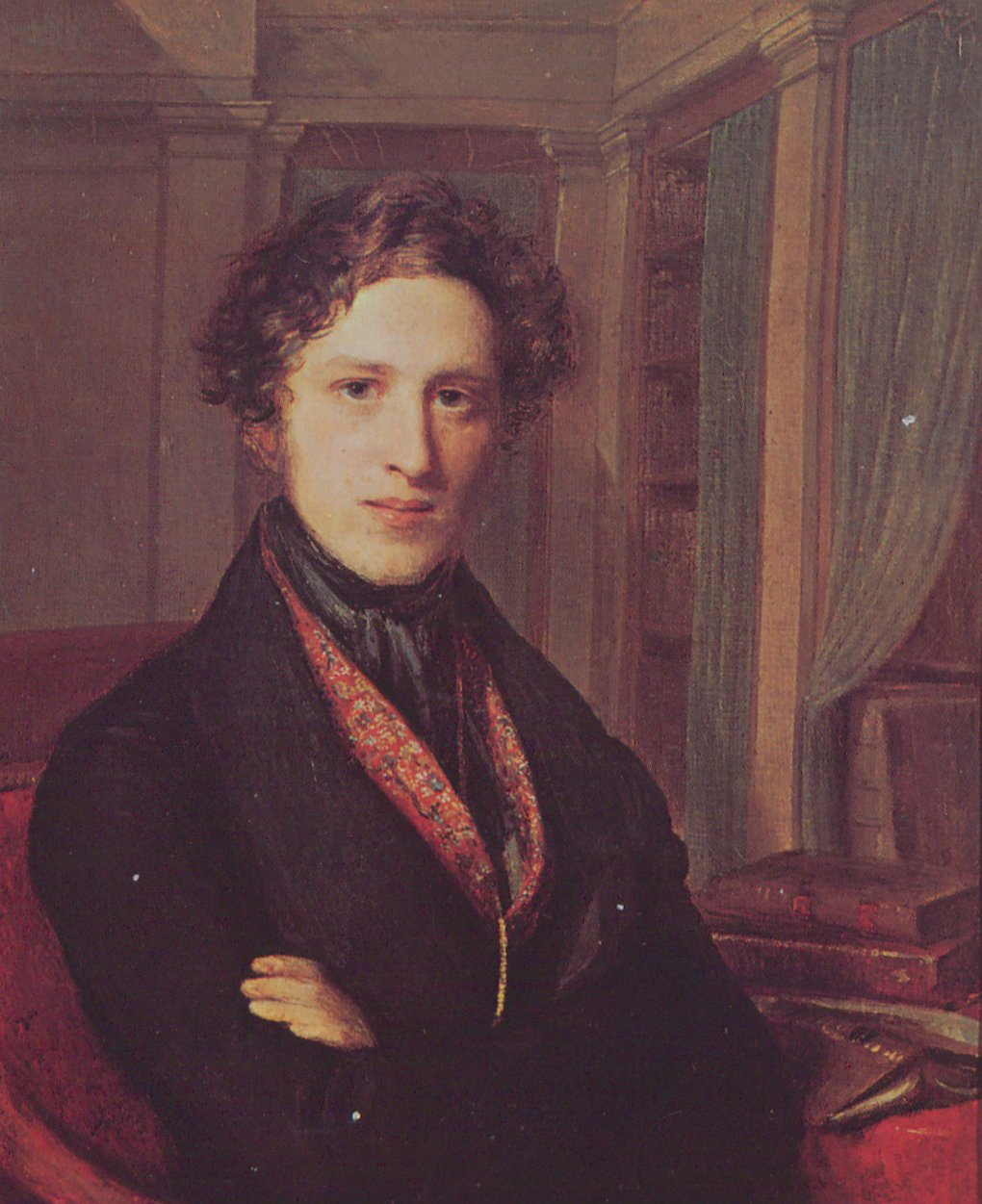
آدولف پیکتت (۱۸۲۴)، کشیده‌شده توسط فیرمین ماسوت (Firmin Massot)

آدولف پیکتِت یا آدولف پیکته (به فرانسوی: Adolphe Pictet، ۱۱ سپتامبر ۱۷۹۹ – ۲۰ دسامبر ۱۸۷۵) زبان‌شناس، واژه‌شناسی و قوم‌شناسِ سوئیسی بود.
پیکتت، پسرعموی فرانسوا ژول پیکتتِ زیست‌شناس است و به دلیل پژوهش‌هایش در زمینه زبان‌شناسی تطبیقی شهرت دارد. او نقش مهمی در توسعهٔ افکار و آراءِ فردیناند دو سوسور ایفا کرد. پیکته بود که سوسورِ سیزده‌ساله را با مبانیِ نظریِ زبان‌شناسی هندواروپایی آشنا کرد. اما او همچنین «یک قهرمان فداکار در رمانتیسیسم آلمانی و فلسفه ایده‌آلیستی» بود:
او مانند رمانتیسیست فرانسوی، انگلیسی و روسیِ آغازِ سدهٔ، به آلمان سفر کرد و در آنجا با آوگوست ویلهلم فن اشلگل (که در طول سالیان متمادی با او مکاتبات مهمی داشت)، گوته، هگل، شلایرماخر و شلینگ آشنا شد. … پیکتت دربارهٔ نزاع «رمانتیک‌ها» و «کلاسیک‌ها» (که در دهه ۱۸۵۰ کمی رنگ باخته بود)، رمانتیسیسم با کثرت‌گرایی و آزادیِ اختراع را در تقابل شدید با کلاسیک‌گرایی، تجسمِ فشردگی و یکنواختیِ سیستمی تصور کرد.

پیکتت «نخستین نسلِ رمانتیکِ زبان‌شناسانِ تاریخی را نمایندگی می‌کرد که تاریخ زبان برای آن‌ها با تاریخ وجود مادی و معنوی مردمانی که به آن صحبت می‌کردند دست به دست هم می‌داد.» کار بزرگ او Origines Indo-Europeennes: Essaie de paléontologie linguistique (۱۸۵۹-۱۸۶۳)، «کوششی به رسمِ یادبودِ سنت فریدریش اشلگل و یاکوب گریم، برای بازسازی کلِ جهانِ هندواروپایی‌هایِ نخستین».

## زندگی‌نامه
او در ۱۱ سپتامبر ۱۷۹۹ در ژنو به فرزندیِ چارلز پیکت دو روشمونت (Charles Pictet de Rochemont) متولد شد.